# Nigel Walley
Nigel Walley (Liverpool, 30 de junio de 1942) es un exgolfista británico conocido por haber sido miembro fundador en 1956 y mánager de la banda The Quarry Men, fundada y liderada por John Lennon, que fue antecesora de Los Beatles. Dejó la banda a fines de 1958, luego de ser testigo presencial de la muerte de Julia, la madre de John Lennon, y caer enfermo.

## Biografía

### Infancia

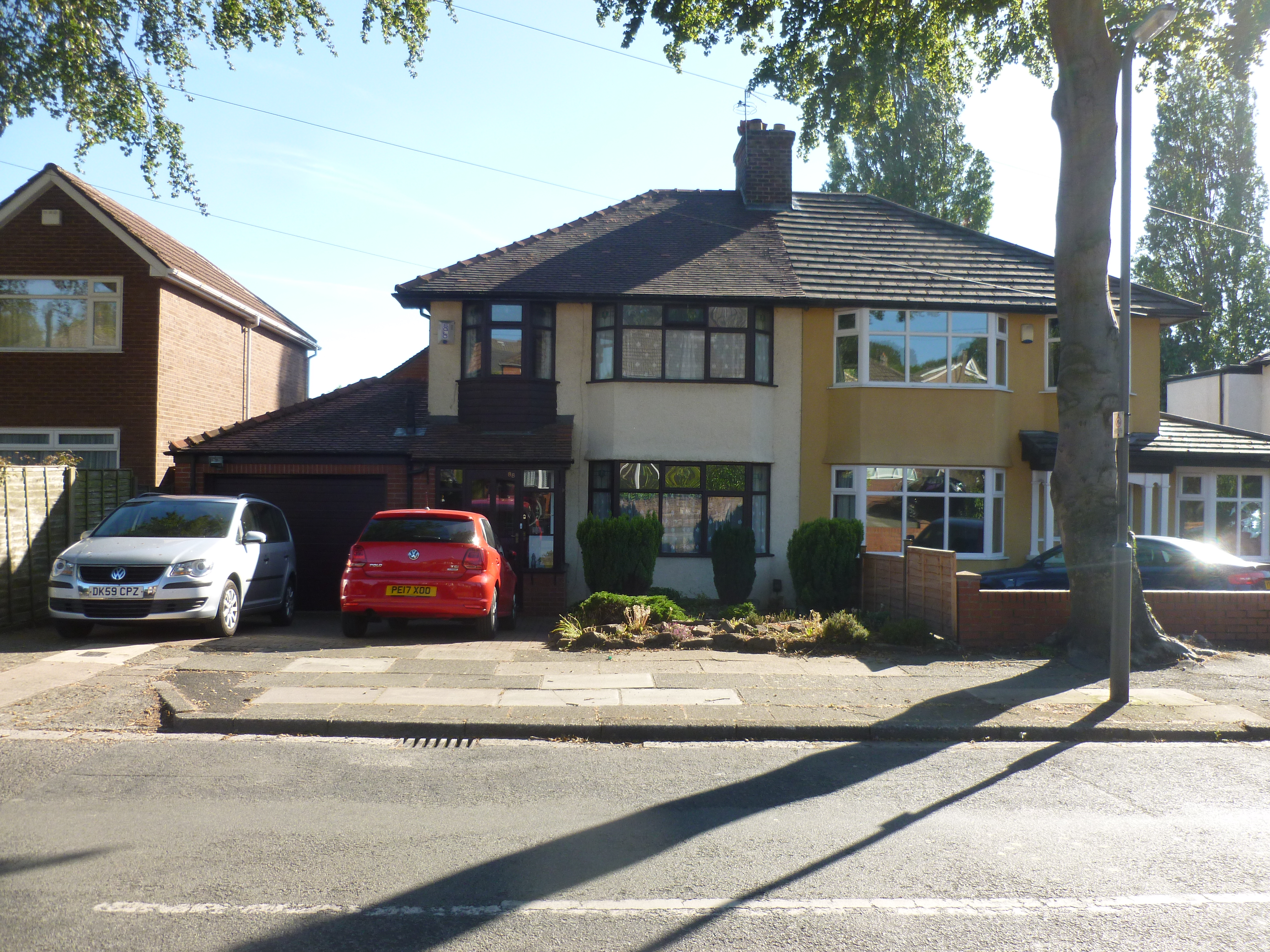
88 Vale Road ("Leosdene"), es la casa en la que vivió Nigel Walley en su infancia. Detrás de la casa a la derecha, donde pueden verse los árboles, está "Mendips" (251 Menlove Avenue), la casa de infancia de John Lennon.

Nigel Walley nació en Liverpool el 30 de junio de 1941. Durante su infancia vivió en Vale Road, suburbio de Woolton, en la casa llamada Leosdane, al lado de Vega, donde vivía Ivan Vaughn, frente a la casa de Pete Shotton, y a la vuelta de Mendips, donde vivía John Lennon. Desde niño fue íntimo amigo de Lennon y formó parte de su pandilla, llamada Los Fuera de la Ley (The Outlaws), que entre otros lugares se reunían para jugar en Strawberry Field, que era el jardín de un orfanato a tres cuadras de su casa. 
Durante su niñez sufrió la Segunda Guerra Mundial (1939-1945). Su padre era tipógrafo del Liverpool Daily Post. Cursó sus estudios primarios en la Escuela Primaria Mosspits Lane, donde fue compañero de clase de Pete Shotton y a la que también asistía Len Garry. En 1953 inició sus estudios secundarios en el Liverpool Blue Coat School. Adicionalmente Garry venía desde su niñez aprendiendo a jugar al golf, lo que lo llevaría en 1959 a convertirse en el golfista profesional más joven de Gran Bretaña en ese momento.
Nigel perteneció a la primera generación británica de adolescentes con características sociales y culturales propias, marcadas por el racionamiento de alimentos entre 1939 y 1954, la extensión de la educación obligatoria hasta los quince años y la eliminación del servicio militar. Los años 1954, 1955 y 1956 fueron de gran importancia social y musical para la generación de adolescentes británicos nacidos en la guerra. En 1954 terminó el racionamiento de alimentos que les permitió disfrutar por primera vez en su vida de placeres típicamente infantiles como los helados, las golosinas y las tortas, abriendo el camino hacia un gran cambio de costumbres caracterizadas por el placer y el consumo. En 1955 estalló mundialmente el rock and roll estadounidense, con las figuras de Bill Haley primero y Elvis Presley después. En 1956 estalló con Lonnie Donegan, exclusivamente en Gran Bretaña, lo que se llamó la "locura del skiffle" (skiffle craze), un intermedio entre el folk, el jazz y el rock, pero cantado por británicos con instrumentos baratos, como la guitarra -ajena hasta ese momento a la cultura británica-, o caseros, como la tabla de lavar y el bajo de cofre de té (tea-chest bass). El skiffle fue adoptado masivamente por los adolescentes británicos, no solo como música para bailar, sino sobre todo para tocar: decenas de miles de bandas de skiffle integradas por adolescentes se crearon ese año.

### The Quarry Men

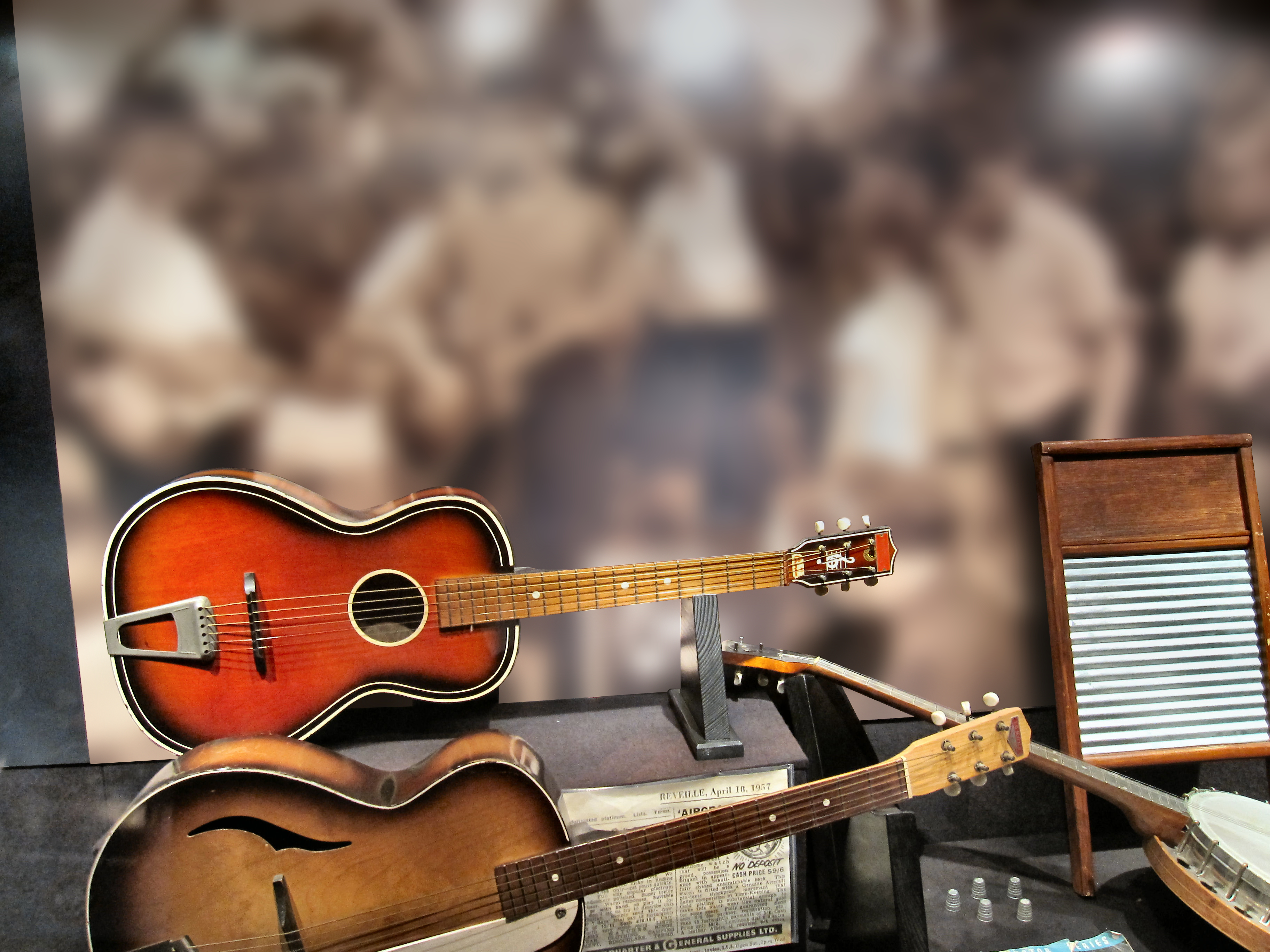
Instrumentos de The Quarry Men en el Museo de Los Beatles en Liverpool: batería, dos guitarras, banjo, tabla de lavar y bajo de cofre de té. Como fondo, difuminada en esta imagen, la histórica foto de Geoff Rhind documentando la presentación del 6 de julio de 1957.

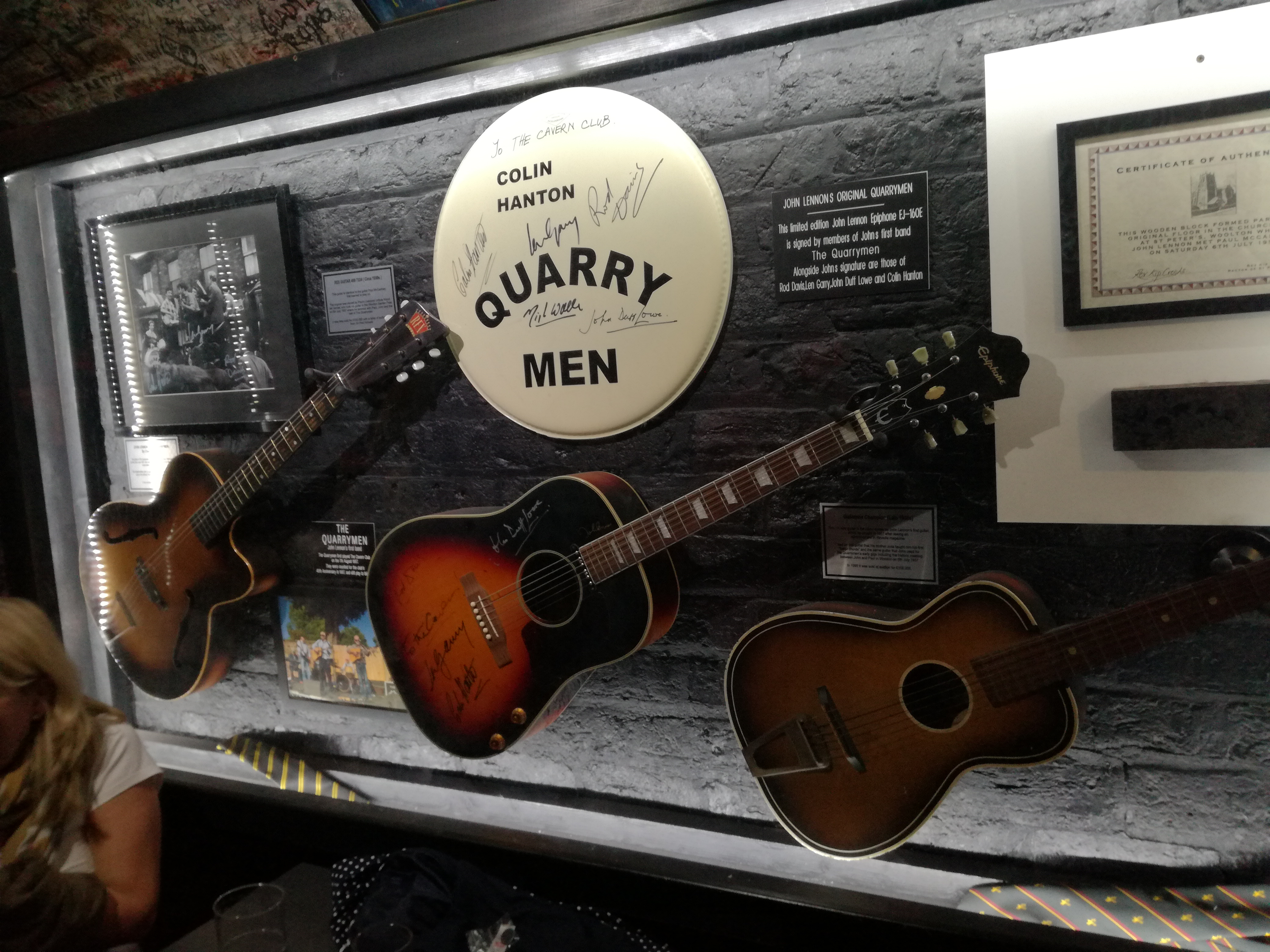
Vitrina dedicada a The Quarry Men en The Cavern Club, con instrumentos autografiados, incluyendo el de Nigel Walley.

En 1956 John Lennon comenzó a formar con sus amigos más íntimos (Pete Shotton, Eric Griffiths, Len Garry, Ivan Vaughan y Nigel Walley) una banda escolar de skiffle, llamada The Quarry Men. Griffiths a su vez convocó a Rod Davis (banjo), también compañero del Quarry Bank, y a su vecino Colin Hanton, que tenía una batería. Inicialmente Lennon encomendó a Bill Smith hacerse cargo del bajo de cofre de té (tea-chest bass), un instrumento casero característico del skiffle. Pero Smith no volvió a aparecer y fue Len Garry quien tomó la responsabilidad del instrumento. Cuando Walley le preguntó a Lennon qué iba a hacer él en el grupo, Lennon le encomendó ser el mánager.

Todo empezó con Lonnie Donegan. El llegó con «Rock Island Line» y fue la inspiración para The Quarrymen, porque cualquiera podía tocar música skiffle, solo necesitabas guitarras, una tabla de lavar, tambores y un bajo de cofre de té (tea-chest for a bass)... Y después vinieron Elvis y Buddy Holly.
Nigel Walley

El repertorio inicial de The Quarry Men estaba integrado por covers de las canciones de moda. En primer lugar hits de Lonnie Donegan, empezando por «Rock Island Line», tema que inició la locura del skiffle. Otros temas de Donegan en el repertorio inicial fueron «Lost John», «Railboard Bill», «Cumberland Gap», «Alabamy Bound» y «Jump Down Turn Around (Pick a Bale of Cotton)». Aquel primerísimo repertorio incluía también «Maggie Mae», una canción del folklore de Liverpool que la madre de John Lennon le enseñó a tocar, que Los Beatles incluyeron en el álbum Let It Be, lanzado en 1970. Inmediatamente después, en ese primer semestre de existencia, incorporaron temas de rock, como «Be Bop A Lula» de Gene Vincent,  «Ain't That a Shame» de Fats Domino, y «Blue Suede Shoes» de Elvis Presley.

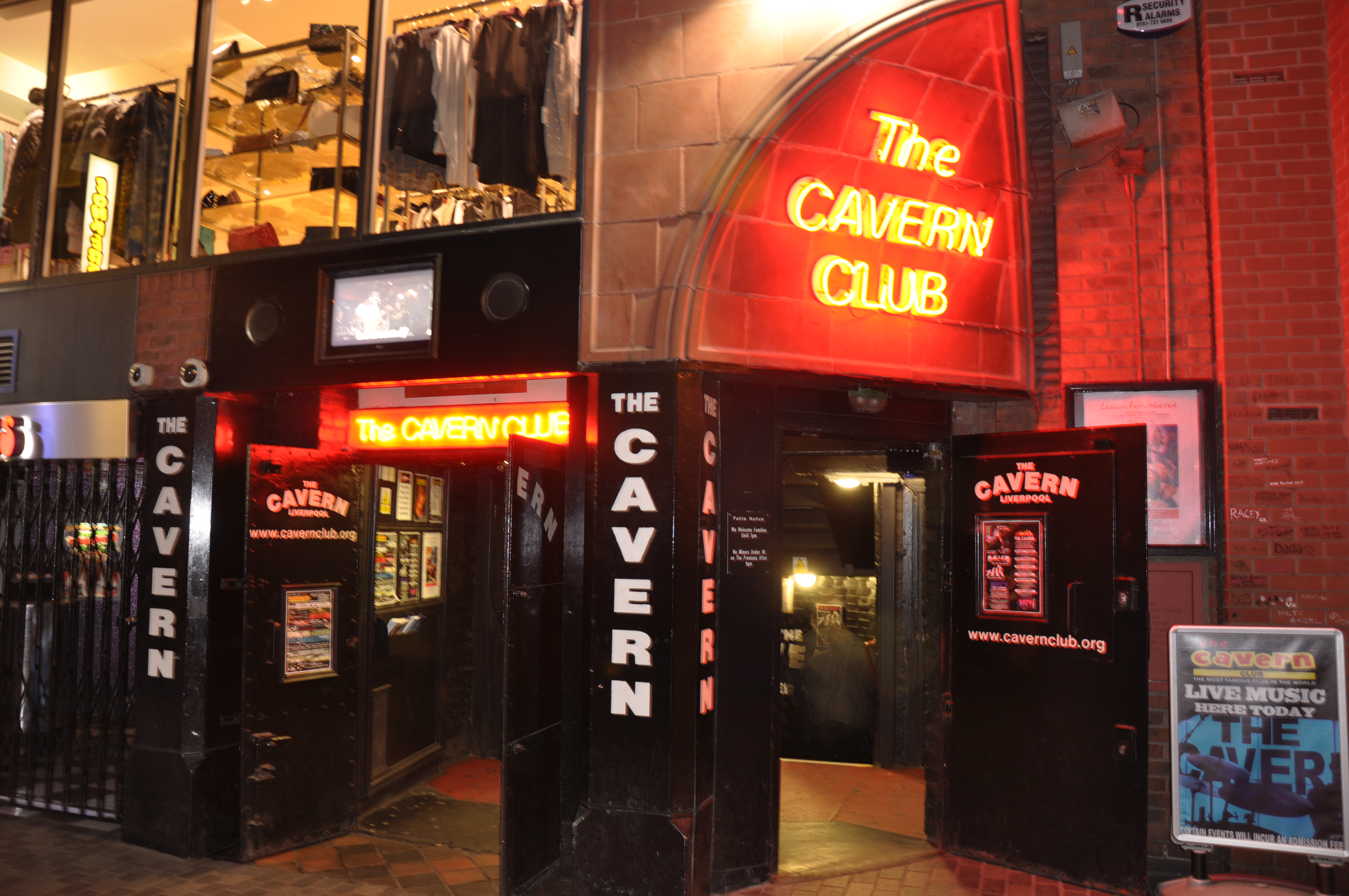
The Cavern fue uno de los lugares donde primero tocaron Los Quarry Men.

Walley se estaba formando en ese momento como golfista profesional y recurrió a sus contactos en el deporte para obtener presentaciones para los Quarry Men, iniciándose en el Golf Club Lee Park, donde era socio, y luego el Cavern Club.
En esas actuaciones se puso en evidencia una de las primeras tensiones tanto al interior como al exterior de la banda, entre el skiffle y el rock and roll. Mientras que el skiffle resultaba relativamente aceptable para el gusto de los adultos de entonces, centrado en el jazz, el rock and roll era definitivamente inaceptable. Pero ya en ese momento John Lennon evidenciaba su preferencia por el rock and roll e impulsaba a los Quarry Man en ese sentido. Colin Hanton contó la anécdota de John recibiendo un papel del público, luego de tocar algunas canciones de Elvis Presley, para descubrir que en realidad era un mensaje del dueño del club que decía:

¡Córtenla con ese rocanrol de porquería! (Cut out the bloody rock 'n' roll!)

The Quarrymen también participó en competencias de bandas, en el Teatro Liverpool Pavillion. y otra en el principal teatro de la ciudad, el Empire, organizado por el conocido empresario musical británico y conductor televisivo Carroll Levis, para su programa de talentos "Búsqueda de Estrellas de TV" (TV Star Search), perdiendo el desempate final.
El 22 de junio The Quarry Man tocaron en la fiesta popular realizada en la calle Rosebery del barrio Toxteth, Liverpool 8, uno de los barrios más populares, en memoria del 750º aniversario de la primera Carta Real otorgada a la ciudad de Liverpool por el Rey Juan. En esa ocasión Los Quarry Men fueron fotografiados (tres fotos) por primera vez mientras tocan en la celebración.

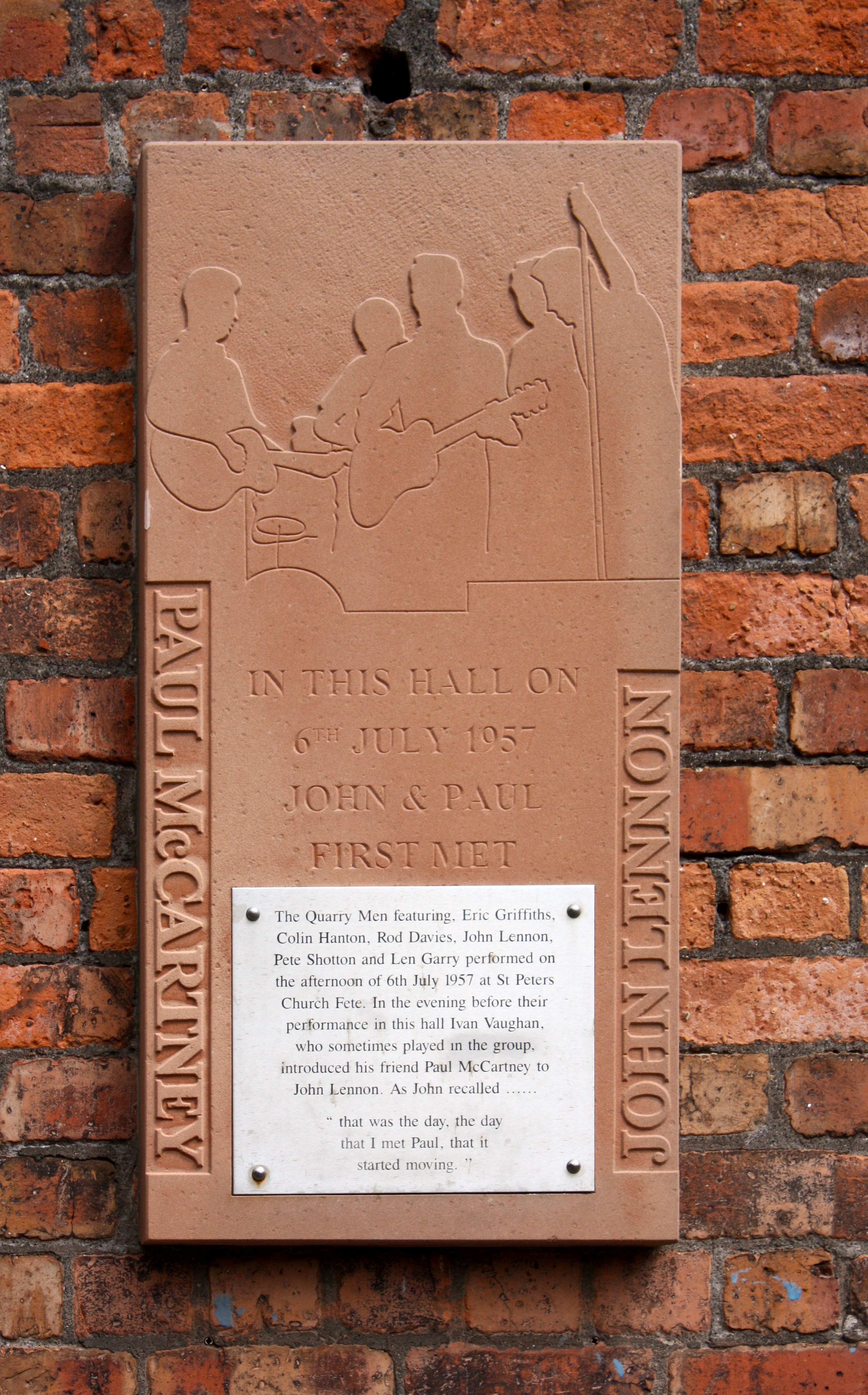
Placa en la entrada del hall de la Iglesia de San Pedro en Woolton, conmemorando el 6 de julio de 1957, día en que allí se conocieron John Lennon y Paul McCartney.

El 6 de julio de 1957, The Quarry Men tocó en la histórica presentación de la Iglesia de San Pedro de Woolton y Nigel estuvo presente en el momento en que se conocieron John Lennon y Paul McCartney.

### Ingreso de Paul McCartney
El 13 de julio de 1957, durante el primer ensayo luego de la fiesta, la banda discutió y aceptó el ingreso de Paul. Probablemente el sábado 20 de julio Paul participó por primera vez de un ensayo de Los Quarry Men, en Mendips. McCartney hizo su primera presentación con la banda el 18 de octubre de 1957 en un club social de Liverpool.
En la segunda mitad de 1957 dejaron la banda Rod Davis (banjo), y Pete Shotton, luego de una serie de peleas con Hanton.
Para agosto de 1957 Los Quarry Men quedaron integrados del siguiente modo, siempre con Nigel Walley como representante:
- John Lennon (guitarra y primera voz)
- Paul McCartney (guitarra y primera voz)
- Eric Griffiths (guitarra)
- Len Garry (bajo de cofre de té - tea-chest bass)
- Colin Hanton (batería)

Según los recuerdos de Colin Hanton, las primeras presentaciones de Paul McCartney con los Quarry Men fueron algunas actuaciones en el club juvenil de Iglesia de San Pedro, donde ya comenzaban a establecer una base de fanes en Woolton, y un concurso de talentos en el Wilson Hall de Garston, organizada por un productor conocido como Charlie Mac, a raíz de las gestiones de Walley. Aunque no ganaron, a Charlie Mac le gustó la banda y los contrató para tocar en una sala nueva llamada New Clubmoor Hall, el 18 de octubre de 1957. Paul McCartney, por su parte, recuerda que esta última fue su primera presentación con Los Quarry Men y que la misma resultó un desastre.
El 23 de noviembre de 1957 Los Quarry Men volvieron a presentarse en el Clubmoor Hall, donde fueron fotografiados por Lesley Kearne. Colin Hanton sostiene que la foto debió tomarse el mes anterior, porque para noviembre Len Garry ya no estaba en la banda.
Con la ida de Garry Los Quarry Men quedaron reducidos a cuatro miembros, tres guitarras y la batería, siempre representados por Nigel Walley:
- John Lennon (guitarra y voz)
- Paul McCartney (guitarra y voz)
- Eric Griffiths (guitarra)
- Colin Hanton (batería)

Ya sin instrumentos caseros (tabla de lavar y bajo de cofre de té), el formato de la banda ya no respondía a la típica formación skiffle.

#### Ingreso de George Harrison
George Harrison se fue vinculando con la banda de una manera progresiva, entre diciembre de 1957 y enero de 1958.
Antes de fin de año, la banda decidió excluir a Eric Griffiths y aceptar en su lugar a George Harrison Nigel Walley fue el encargado de la triste tarea de informarle que había sido excluido. Al comenzar 1958 Los Quarry Men quedaron integrados del siguiente modo, siempre representados por Nigel Walley:
- John Lennon (guitarra rítmica y voz)
- Paul McCartney (guitarra rítmica y voz)
- George Harrison (primera guitarra y voz)
- Colin Hanton (batería)

George Harrison introdujo un cambio importante para la banda al recurrir a un pequeño amplificador, para que se pudiera oír con claridad la guitarra solista. Poco después Paul compró un amplificador Elpico AC55 con dos entradas. Las guitarras seguían siendo acústicas, porque las guitarras eléctricas eran aún caras y de difícil acceso para los británicos, pero la banda iniciaba su camino hacia la electricidad recurriendo a los amplificadores.

#### El disco de Los Quarry Men

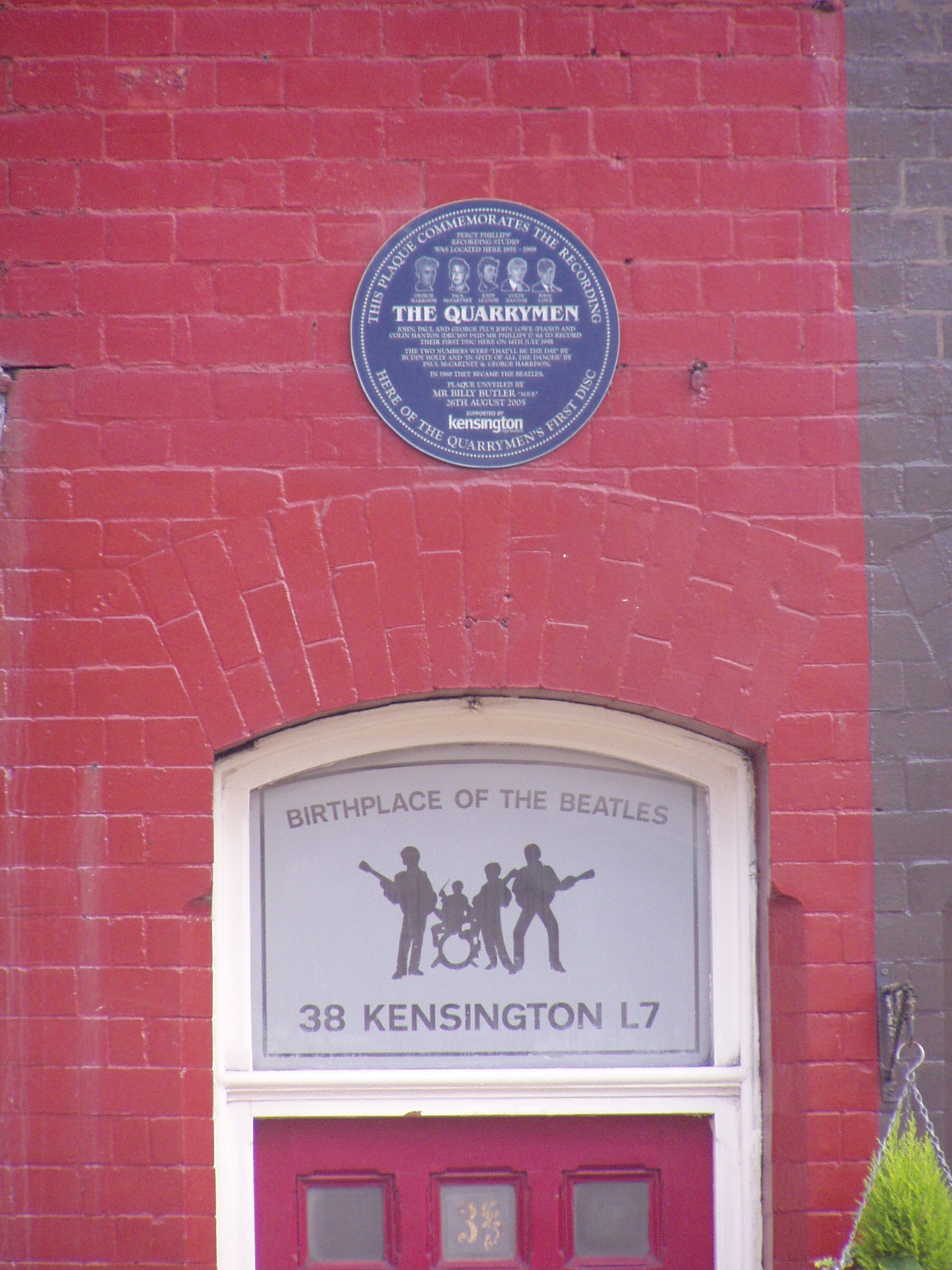
Placa en 38 Kensington Road conmemorando el disco grabado allí por Los Quarry Men en 1958. Para la imagen de Colin Hanton el grabador de la placa utilizó una imagen de Ringo Starr.

Hacia marzo de 1958 Los Quarry Man incorporaron un pianista, John "Duff" Lowe, compañero de colegio de Paul y George. Simultáneamente los ensayos se trasladaron de sábados a domingos, casi siempre en la casa de Paul, donde podían contar con el piano de su padre. En ese momento la formación de Los Quarry Men, siempre con Nigel Walley como representante, fue la siguiente:
- John Lennon (guitarra y primera voz)
- Paul McCartney (guitarra y primera voz)
- George Harrison (guitarra)
- Colin Hanton (batería)
- John Lowe (piano)

Poco después Paul le presentó al grupo un tema propio, «In Spite of All the Danger» (A pesar del peligro), una canción de amor en la que el cantante le ofrece a su enamorada hacer cualquier cosa que ella quiera, si ella es auténtica con él. Tocar un tema propio significaba una enorme ruptura, no solo para la banda, sino para las bandas musicales que proliferaban en Liverpool.

Fue impresionante. No solo había sido escrita por Paul, sino que además era realmente buena. Me gustaba. Sonaba como una canción que Elvis podría cantar. No dije nada en ese momento, pero por dentro estaba asombrado. Era prueba del talento de Paul y de la creciente ambición suya y de John.
Colin Hanton

Cuando se acercaba la mitad de 1958, George Harrison se enteró de que el guitarrista Johnny Byrne, del grupo de Rory Storm, había grabado un disco en un pequeño sello de Liverpool llamado Kensington, que era propiedad de Percy Phillips. El costo era de 17 chelines y seis peniques, que significaba una suma de importancia, sobre todo para adolescentes de entonces. Luego de reunir el dinero (3 chelines y 6 peniques cada uno), la grabación fue agendada para el sábado 12 de julio de 1958 (más probablemente), o el lunes 14 de julio (la fecha exacta está discutida).
Cuando Lennon, McCartney, Harrison, Lowe y Hanton llegaron, se sorprendieron de cuán pequeño y técnicamente primario era el lugar, que poseía sólo un micrófono en el centro de la habitación. Al llegar Phillips les aclaró que para realizar la grabación en una cinta analógica, que pudiera ser editada y luego transferida a un único disco de acetato de 78 RPM, debían pagar una libra, que significaba un adicional de 2 chelines y 6 peniques respecto del dinero que habían juntado. Pero los jóvenes no tenían ese dinero y por ello la grabación se efectuó directamente sobre el disco.
Como lado A grabaron un éxito de su admirado Buddy Holly, «That'll Be the Day», y como lado B grabaron «In Spite of All the Danger», que en ese momento fue acreditado a Paul McCartney, compartiendo la autoría con George Harrison, debido al solo de guitarra que contiene, creado por este último. Una placa ubicada en la pared exterior del edificio, en la calle Kensington 38 de Liverpool, recuerda aquella histórica grabación.
Realizada la grabación, los jóvenes se llevaron el disco y pactaron tenerlo una semana cada uno, comenzando por John, luego Paul, George y finalmente Colin Hanton. Hanton a su vez se lo prestó a su amigo Charlie Roberts, quien lo mantuvo en su poder sin darse cuenta varios años, hasta que su esposa Sandra lo encontró en la década de 1960 entre varios discos viejos de los que pensaba deshacerse. Roberts se lo devolvió a Hanton, quien a su vez se lo dio a Duff Lowe, cuya esposa lo guardó en una cómoda. En 1981 McCartney descubrió que Lowe tenía ese disco en su posesión y se lo compró, para luego restaurarlo y hacer varias copias. En 1995 el disco fue difundido mundialmente al ser reeditado en el álbum Anthology 1, pero recortando 30 segundos de los tres minutos y veinticinco segundos de la grabación original.
La preservación de un único disco grabado por Los Quarry Men, tocando una de las primeras canciones de Paul McCartney, con la participación de tres de los cuatro beatles, ha sido considerada milagrosa. Entre enero y mayo de 1960 John, Paul y George grabaron otro disco en el estudio de Percy Phillips, que incluía «One After 909», uno de los primeros temas compuestos por John Lennon. De este último disco no existen rastros.
Tres días después de grabar el disco, el 15 de julio de 1958, la madre de John Lennon, Julia, fue atropellada frente a la casa de su hijo, muriendo instantáneamente en el accidente. Nigel Walley fue testigo del accidente, luego de acompañar a Julia desde Mendips hasta la esquina de Menlove Avenue y Vale Road, donde se separaron. Segundos después, Nigel oyó el ruido del accidente que causó la muerte de Julia y corrió hasta el lugar. Cuando la vio supo que estaba muerta:

Ese atardecer fui a buscarlo a John pero su tía Mimi me dijo que había salido. Mimi estaba en la puerta con la mamá de John, que estaba por irse. Charlamos un poco y la mamá de John dijo "Bueno, tenés el privilegio de acompañarme a la parada del autobús". Yo dije "¡Qué bien! Estaré feliz de hacer eso". Descendimos por Menlove Avenue y yo giré para subir por Vale Road, donde vivía. Habré caminado 15 yardas cuando oí la frenada de un auto. Me di vuelta y vi a la mamá de John volando por el aire. Corrí pero ella murió instantáneamente. Después de eso vi a John pocas veces, porque se volvió un poco recluido en sí mismo. Eso me preocupó porque, en lo profundo, me preguntaba si me culpaba del accidente y si pensaría "Si solo Nigel Walley se hubiera quedado un minuto más hablando con mi mamá".
Nigel Walley

La tragedia impactó fuertemente sobre la continuidad de la banda, tal como estaba. John se acercó más que nunca a Paul, que también había perdido a su madre tres años atrás.
John "Duff" Lowe, eventualmente, dejó de tocar para el grupo porque vivía demasiado lejos y porque la mayoría de los lugares en que tocaban no tenían un piano. Nigel Walley, quién había sido testigo presencial de la muerte de Julia y obraba como un importante aglutinador, cayó seriamente enfermo en el segundo trimestre de 1958 y debió dejar la representación de la banda.

### Luego de Los Quarry Men
Luego de los Quarry Men Walley se convirtió en golfista profesional, siendo el más joven de su época en Gran Bretaña. Trabajó en el Golf Club de Wrotham Heath en Borough Green, Kent, y luego en Semmering, Austria, en 1961.